# كاي هيردلينغ
كاي هيردلينغ (بالألمانية: Kai Herdling)‏ (27 يونيو 1984 بهايدلبرغ في ألمانيا - ) هو لاعب كرة قدم ألماني في مركز الهجوم. لعب مع فالدهوف مانهايم وفيلادلفيا يونيون ونادي هوفنهايم ونادي هوفنهايم ب ‏.

## روابط خارجية
- كاي هيردلينغ على موقع الدوري الأمريكي (الإنجليزية)
- كاي هيردلينغ على موقع قاعدة بيانات كرة القدم.إي يو (الإنجليزية)
- كاي هيردلينغ على موقع بيانات كرة القدم. دي إي (الألمانية)
- كاي هيردلينغ على موقع عالم كرة القدم.نت (الإنجليزية)
- كاي هيردلينغ على موقع AS.com (الإسبانية)